# Atmosfera słoneczna

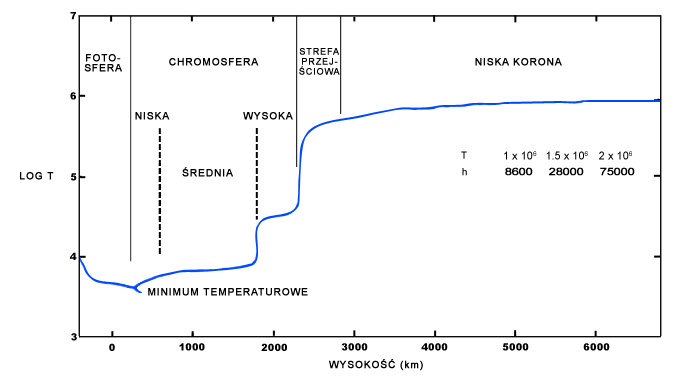
Przebieg temperatury wraz z wysokością w atmosferze słonecznej.

Atmosfera słoneczna – warstwa zjonizowanego gazu otaczająca Słońce. Atmosferę słoneczną dzieli się na trzy główne warstwy:
- Fotosferę
- Chromosferę
- Koronę

Opisywane trzy warstwy wydzielają się bardzo dobrze na wykresie temperatury w zależności od wysokości w atmosferze Słońca. Temperatura przy powierzchni Słońca wynosi około 6000 K, następnie temperatura spada do około 4170 K (tzw. minimum temperaturowe) – jest to fotosfera. Fotosfera słoneczna ma grubość około 600 km. Oddalając się w górę od minimum temperaturowego (chromosfera niska i średnia) następuje powolny wzrost temperatury, a następnie skok do około 10 000 K, tu zaczyna się chromosfera wysoka.
Chromosfera Słońca, choć jest strukturą bardzo niejednorodną, w przybliżeniu może być opisana jako warstwa o grubości około 2000 km. Ponad chromosferą następuje gwałtowny wzrost temperatury do wartości okołokoronalnych. Tę bardzo cienką warstwę nazywa się warstwą przejściową. Na wysokości około 3000 km zaczyna się korona (niska korona). Temperatura dalej rośnie, aż do osiągnięcia wartości około 2 mln K na wysokości 75 000 km (wysoka korona).

## Skład chemiczny atmosfery Słońca
Skład w procentach masy jaką zajmuje pierwiastek w atmosferze Słońca.

- Wodór – 70,95%
- Hel – 27,74%
- Tlen – 0,55%
- Węgiel – 0,21%
- Neon – 0,14%
- Żelazo – 0,11%
- Azot – 0,084%
- Krzem – 0,068%
- Magnez – 0,059%
- Siarka – 0,048%
- Nikiel – 0,0074%
- Argon – 0,0071%
- Wapń – 0,0065%
- Glin – 0,0056%
- Sód – 0,0035%
- Chrom – 0,0017%
- Mangan – 0,00092%
- Chlor – 0,00080%
- Fosfor – 0,00062%
- Potas – 0,00037%
- Kobalt – 0,00036%
- Tytan – 0,00035%
- Cynk – 0,00018%
- Reszta – 0,0002%